# Батман срещу Робин
„Батман срещу Робин“ (на английски: Batman vs. Robin) е директен към видео анимационен супергеройски филм от 2015 година, който е част от DC Universe Animated Original Movies and DC Animated Movie Universe. Филмът е базиран на сюжетната арка Batman: The Court of Owls, написан от Скот Снайдер и е илюстриран от Грег Капуло и Джонатан Глапион, и служи като продължение на „Синът на Батман“ (Son of Batman) от 2014 г. Филмът е показан по време на WonderCon на 3 април 2015 г. Филмът е пуснат за изтегляне на 7 април 2015 г. и беше пуснат на DVD и Blu-ray на 14 април 2015 г.
Стюарт Алън, Джейсън О'Мара, Дейвид Маккалъм и Шон Мохер повтарят своите съответни роли от „Синът на Батман“ (Son of Batman).

## Озвучаващ състав
- Джейсън О'Мара – Брус Уейн/Батман[2]
- Стюарт Алън – Дамиан Уейн/Робин[2]
- Джеръми Систо – Талон[2]
- Шон Махер – Дик Грейсън/Нощно крило[2]
- Дейвид Маккалъм – Алфред Пениуърт[2]
- Трой Бейкър – Лейтенант на Совите[3]
- Кевин Конрой – Томас Уейн[2]
- Грей Делайл – Саманта Ванавер[2]
- Робин Аткин Даунс – Великият магистър[2]
- Уиърд Ал Янкович – Антон Шот[2]
- Тревър Дювал – Джак[3]
- Грифин Глък – Младият Брус Уейн[3]
- Питър Онорати – Драко[2]
- Андреа Романо – Джил[3]

## Продължение
Продължението, озаглавено „Батман: Лоша кръв“ (Batman: Bad Blood), беше пуснат през 2016 г., в който е последван от „Батман: Тишина“ (Batman: Hush)

## В България
В България филмът е излъчен през 2020 г. по bTV Action с български войсоувър дублаж на Саунд Сити Студио. Екипът се състои от:
| Озвучаващи артисти  | Татяна Захова Милица Гладнишка Петър Бонев Мартин Герасков Петър Върбанов |
| Преводач            | Силвия Вълкова                                                            |
| Тонрежисьор         | Евгени Желязков                                                           |
| Режисьор на дублажа | Тодор Георгиев                                                            |